# Dömitz
Dömitz (plattysk: Döms) er en by og kommune i det nordøstlige Tyskland med cirka 3.000 indbyggere[kilde mangler], beliggende ved Elben i den sydvestlige del af Landkreis Ludwigslust-Parchim. Landkreis Ludwigslust-Parchim ligger i delstaten Mecklenburg-Vorpommern. Dömitz er en del af Metropolregion Hamburg og samtidig delstatens sydligste kommune. Den ligger i UNESCO- naturparken "Flusslandschaft Elbe-Mecklenburg-Vorpommern", i nærheden af Niedersachsen og Brandenburg. Dömitz er endepunktet for Müritz-Elde-Wasserstraße (MEW), som forbinder Elben med den øverste del af floden Havel.
Inde i byområdet krydser Eldekanalen, som det sidste delstykke af MEW, floden Löcknitz. Byen centrum er Slüterplatz og forretningshusene i Torstraße og Friedrich-Franz-Straße. Der er børnehave, folkeskole, gymnasium, banker, læger og et plejehjem i byen. 2004 fusionerede Dömitz med de tidligere kommuner Heidhof, Polz og Rüterberg og indbyggertallet steg fra omkring 800 til ca. 3100 indbyggere. Efter Tysklands genforening 1991/92 er Dömitz blevet en moderne by med nye virksomheder, som f.eks. firmaerne BREMI-Fahrzeugelektronik, WITEC og Europa-Parkett, men også små håndværksvirksomheder præger byen.
Bemærkelsesværdig er indlandsklitten Elbtaldünen i Klein Schmölen i nærheden af Dömitz. som opstod i slutningen af den sidste istid. Klitten har en længde på ca. 2 kilometer og en bredde på 600 meter. På dens højeste punkt 42 Meter over m.o.h er der udsigt til Löcknitz-Altlauf, moseområdet Lenzener og til den anden side af Elben.

## Historie
Navnet Dömitz stammer fra det vestslaviske sprog og hentyder til de første slaviske bosættere i det 10. århundrede.
1235 er der dokumentation for, at der på en ø i Elben vest for byen ligger en borg. Man formoder at der, på grund af det kredsrunde anlæg, allerede i den slaviske tid har været en fæstning på stedet. 1237 havde grev Bernhard von Dannenberg en toldstation på øen. Dömitz nævnes første gang på skrift som by i 1259, da den fik sine byrettigheder af greven af Dannenberg. Fra 1291 vekslede byens magthavere flere gange, indtil Dömitz endelig i 1376 kom under Mecklenburg. På grund af at borgen blev brugt som udgangspunkt for røveritogter blev borgen 1353 nedlagt, men bestemte videre hen betydning for byen. I 1391 udpantede landsherrerne Dömitz til landadelsmand og ridder Heinrich von Bülow og sine brødre. Fra 1554 til 1565 blev den tidligere borg udbygget under hertug Johan Albrecht 1. af Mecklenburg til fæstningen Fæstning Dömitz. I 1620 kom der i forbindelse med Trediveårskrigen engelske tropper til byen, og i 1627 blev byen besat af hertug Albrecht von Wallenstein (1583-1634). Under det videre krigsforløb blev Dömitz skiftevis indtaget af svenske og kejserlige tropper.
1719 flyttede hertug Karl Leopold af Mecklenburg (1678-1747) (før han blev rigsforvist og måtte forlade landet) sit regeringssæde til Dömitz. Her døde han efter sin tilbagevenden til Mecklenburg i 1747. Derefter tabte byen og fæstningen sin betydning, indtil den 15. maj 1809, da frikorpsføreren Ferdinand von Schill (1776-1809) på vej med sin hær til Stralsund, forfulgt af hollandske og franske tropper, indtog fæstningen. Efter at Schill forlod fæstningen, blev byen skudt i brand. I 1813 tog frikorpset "das Lützowsche Korps" en kort periode ophold i byen.
Fra 1838 til 1840 afsonede digteren Fritz Reuter (1810-1870) sin fæstningsarrest i Dömitz. Han beskrev fængselsopholdet i sin bog Ut mine Festungstid („Fra min fæstningstid“).
Fra 1870 til 1872 blev jernbanebroen "Elbbrücke Dömitz" opført i forbindelse med udbygningen af jernbanenettet mellem Wittenberge og Lüneburg. Senere fulgte banestrækningen til Ludwigslust med en sidebane til Lübtheen. Dömitz blev dermed et vigtigt jernbaneknudepunkt. I 1888 fik byen store skader på grund af højvande i Elben. I 1894 fulgte ophævelsen af fæstningen, men togstationen hed indtil 1939 Festung Dömitz.
Sprængstofværket Dr. R. Nahnsen & Co. KG oprettede i efteråret 1892 et værk til fremstilling af trotyl, pikrinsyre, tetryl og Nitroglycerin. Virksomheden blev 1912 overtaget af Alfred Nobel & co. Efter 1. verdenskrig blev Dömitzer Werk den største rustningsvirksomhed i Mecklenburg, og medarbejderantallet blev tidoblet til 3.000. Efter krigen blev en del nedlagt; kun værket for sprængkapsler blev indtil 1926.

## I det 20. og 21. århundrede
Omkring 1900 udviklede havnen sig til en af de vigtigste omladningspladser ved Elben mellem Hamborg og Magdeburg. De gode trafiktilslutninger førte til at mange fabrikker kom til byen. Fra 1934 til 1936 blev broen over Elben Elbebrücke Dömitzrücke bygget, som forbandt Dömitz med Dannenberg.
Det nedlagte sprængstofværk blev som et led i Tysklands oprustning i 1930'erne overtaget af „Verwertchemie“, et datterfirma af Dynamit AG. 2000 kvinder og mænd fra Værnemagtens besatte lande måtte i tiden under 2. verdenskrig udføre tvangsarbejde på fabrikken. Dertil kom 400 kvinder, som var interneret i en udelejr fra koncentrationslejren Neuengamme.
Byen og omegnen var i slutningen af krigen overfyldt med flygtninge og værnemagtsoldater, som ville over Elben. Den 20. April 1945 ødelagde amerikanske jagerfly gaderne og jernbanebroen. Den østlige overbygning af drejebroen faldt ned i Elben. På grund af at broen nu krydsede grænsen mellem DDR og Forbundsrepublikken, blev den ikke genopbygget. På grund nedstyrtningsfare blev de tilbageværende bro-dele i 1978 og 1988 fjernet. I dag er der kun en enkelt bro-del tilbage, der er fredet som historisk monument. Fra den 22. april til 1. maj blev Dömitz beskudt af artilleriet fra United States Army. Den 2. maj overgav byen sig til den amerikanske hær, som allerede den 3. maj blev afløst af Sovjetunionens Røde Hær. I juni 1945 blev syv unge i Dömitz anholdt af Sovjetunionens sikkerhedstjeneste NKWD og sandsynligvis interneret i NKVD speciallejren Nr. 9 i den sydlige del af Neubrandenburg. Deres videre skæbne er ukendt.
I DDR-tiden led Dömitz under at ligge i spærrezonen ved den indre tyske grænse. Først i 1970erne blev nogle af restriktionerne lempet, efter den omfangsrige udbygning af grænsesikringsanlæggene. Flere industrivirksomheder etablerede sig i Dömitz, blandt andre elektronikfabrikken "Werk für elektronische Bauelemente" og en fabrik for sportsartikler. Indtil "Die Wende" blev den nuværende bydel Rüterberg isoleret fra det øvrige DDR. Den 8. april 1989 udråbte landsbyens indbyggere, for at gøre opmærksom på DDR myndighedernes årelange ydmygelser, landsbyrepublikken "Dorfrepublik Rüterberg".
Efter Tysklands genforening 1991/92 blev en ny bro over Elben bygget, og fra 1991 blev den historiske bymidte og fæstningen restaureret.
Den gamle historiske kerneby med bindingsværkhuse, gyder, havnen, flodlandskabet og fæstningen ligger på en ø, omgivet af floderne Elben, Dove Elbe og Elde. På grund af de mange floder har byen 14 mindre og større broer.

## Seværdigheder
- Fæstning Dömitz er en fladlandsfæstning fra det 16. århundrede. Den blev bygget mellem 1559 og 1565 af hertug Johan Albrecht 1. af Mecklenburg, for at sikre Mecklenburgs sydvestgrænse og overgangene over Elben. Siden 1953 har der på den femkantede fæstning med kasematter-hvælvinger været region og bymuseum.
- Det gamle bindingværk-rådhus fra 1820 med mansardtag blev restaureret i 2013.
- Jernbanebroen "Elbebrücke Dömitz blev i årene 1870 til 1873 anlagt for jernbanestrækningen Wittenberge–Lüneburg. I slutningen af 2. verdenskrig anbragte tyske tropper sprængladninger på broens bropiller. Efter at broen blev ødelagt af amerikanske bombefly den 20. april 1945 blev broen ikke genopbygget. Der er rester af broen på den vestlige side af Elben.
- Kirken Johanneskirche er en nygotiks hallekirke med et krydsformet telttag. Den blev fra 1869 til 1872 opført af mursten. Fra den tidligere kirke stammer døbefonten. Alteret og orglet er fra 1872. Det 2,9 meter høje alterbillede Maria, Martha og Johannes under korset stammer fra historiemaleren Theodor Fischer fra Schwerin. Den ene af kirketårnets klokker er fra 1664.
- Ved mindetavlen fra 1950 i gaden Goethestraße 25, minder en snublesten om den sidste jødiske indbygger fra Dömitz, Anna Wolfenstein, der 1942 blev deporteret af Gestapo til koncentrationslejren Theresienstadt, hvor hun mistede livet.
- Mindesten på Slüterplatz fra 1949 (i DDR-tiden Ernst-Thälmann-Platz) for den I 1944 i koncentrationslejren Buchenwald myrdede politiker Ernst Thälmann.

## Personligheder
- Hugo Lützow (1617-1693) født på fæstningen Dömitz, var en dansk amtmand. Hans fader, Magnus Lützow (1564-1630) var kommandant på fæstningen.
- Joachim Slüter (1490–1532), præst og reformator

## Galleri
- Den evangeliske kirke Johanneskirche
- Den katolske kirke Maria Rosenkranzkönigin
- Brandstationen
- Rathausplatz 2
- Rathausplatz 4
- Am Wall 9
- Elbstraße 7
- Elbstraße 13
- Torstraße 29

- Dömitz omkring 1650
- Fæstningen Festung Dömitz
- Broen Elbebrücke Dömitz
- Rester af den gamle jernbanebro
- Grænsehegn ved Elben i nærheden af Dömitz